# أوليفير بيليسي
أوليفير بيليسي (بالفرنسية: Olivier Bellisi)‏ (25 نوفمبر 1975 في سانت بريست) لاعب كرة قدم فرنسي معتزل كان يجيد اللعب في مركز الظهير الأيسر . في 1 ديسمبر 1998 تعرض إلى إصابة خطيرة في الركبة عندما كان يلعب في نادي كاين في المباراة في مواجهة نادي سانت إتيان . من بعد هذه الإصابة لم يستطع فرض المشاركة كما كان سابقا حتى اعتزاله في 2004 .

## روابط خارجية
- أوليفير بيليسي على موقع رابطة كرة القدم الفرنسية للمحترفين (الإنجليزية)
- أوليفير بيليسي على موقع قاعدة بيانات كرة القدم.إي يو (الإنجليزية)